# Mohammad Hanif Atmar
Mohammad Hanif Atmar (ur. 1968) – afgański polityk pochodzenia pasztuńskiego. Były minister odbudowy i minister edukacji. Od 11 października 2008 roku sprawuje funkcję ministra spraw wewnętrznych.

## Życiorys
Atmar wywodzi się z plemienia Pasztunów w prowincji Laghman za panowania króla Mohammada Zahera Szaha. Jako nastolatek współpracował z Sowietami poprzez afgańską służbę bezpieczeństwa CHAD. W 1988 podczas czasie wojny radziecko-afgańskiej walczył po stronie afgańskich mudżahedinów i stracił nogę w obronie Dżalalabadu. Po upadku Kabulu wyjechał do Wielkiej Brytanii. W Wielkiej Brytanii uzyskał dwa stopnie na University of York dyplom Informatyka MA w Public Policy, i stosunków międzynarodowych i powojennych badań odbudowy, które studiował w okresie od 1996 do 1997. Od 1992 rozpoczął doradztwo organizacjom humanitarnym w Afganistanie i Pakistanie. Działalność tę kontynuował przez dwa lata. Następnie udał się do Afganistanu w ramach Norweskiego Komitetu, gdzie służył jako szef Programu do 2000. W tym samym roku został zatrudniony jako zastępca dyrektora generalnego w Międzynarodowym Komitecie Ratunkowym w Afganistanie. Po amerykańskiej inwazji na Afganistan, zaangażował się w tworzenie afgańskiej przejściowej władzy u boku Hamida Karzaja.

## Minister odbudowy
W 2002 Atmar został zaproszony do Tymczasowego Rządu jako minister odbudowy i rozwoju wsi, co zostało potwierdzone w gabinecie nowo wybranego prezydenta Karzaja w grudniu 2004. Jako jeden z najmłodszych członków gabinetu i technokrata zaangażował się swoje siły w przemiany dysfunkcyjnych części gospodarki. W czasie swojej czteroletniej kadencji wydał około 500 mln $.

## Minister edukacji
W maju 2006 Atmar został zaprzysiężony na stanowisko ministra edukacji po zatwierdzeniu przez przytłaczającą większość w Zgromadzeniu Narodowym. Jako jeden z nielicznych, służył w kolejnych gabinetach prezydenta Karzaja. Posiadał cenne doświadczenie przygotowanie instytucjonalne do podjęcia wyzwania, niezbędne do powszechnego udostępnienia edukacji.

## Minister spraw wewnętrznych
W dniu 10 stycznia 2009, senator i wiceprezydent Joe Biden spotkał się z Atmarem w Kabulu na rozmowach w sprawie utworzenia afgańskiej policji. Atmar wyraził chęć kandydowania w 2009 w wyborach prezydenckich. Na początku 2009 Atmar oszacował szacunkową liczbę talibów w Afganistanie między 10 000 a 15 000. W marcu 2009 „The Guardian” poinformował, że z powodu frustracji prezydenta Karzaja USA i europejskich sojuszników było rozważenie nowej roli premiera, a jednocześnie nie nazwy takiej roli wyszedł, artykuł zauważyć silną reputację Atmar wśród urzędników amerykańskich. Po reelekcji Karzaja, Atmar został rekomendowany na czele Ministerstwa Spraw Wewnętrznych i jego mianowania został zatwierdzony przez 147 z 232 członków Izby Ludowej 2 stycznia 2010.